# Оттенгефен-ім-Шварцвальд
Оттенгефен-ім-Шварцвальд (нім. Ottenhöfen im Schwarzwald) — громада в Німеччині, знаходиться в землі Баден-Вюртемберг. Підпорядковується адміністративному округу Фрайбург. Входить до складу району Ортенау.
Площа — 25,26 км2. Населення становить 3208 ос. (станом на 31 грудня 2020).